# Xabier Albistur Marín
Xabier Albistur Marín (Doneztebe, Malerreka, 1944) és un polític basc d'origen navarrès. Llicenciat en Filosofia i Lletres i en Sociologia, és màster en Sociologia per la Universitat de la Sorbona a París i membre d'Eusko Ikaskuntza i de la Reial Societat Bascongada d'Amics del País.

## Activitat política
Entre 1973 i 1978 va ser director del Departament d'Estudis de la Caixa Laboral Popular. Militant del Partit Nacionalista Basc (PNB) durant la Transició Espanyola, en 1980 va entrar a formar part com viceconseller de Treball i Ocupació (Departament de Treball) del primer Govern Basc de Carlos Garaikoetxea. En 1983 és nomenat Vicepresident de la Diputació Foral de Guipúscoa, càrrec que compagina amb la presidència de la Caixa d'Estalvis Provincial de Guipúscoa. Durant la crisi i posterior escissió que es produeix en el PNB durant aquests anys, presa partit pel sector de Carlos Garaikoetxea, que es convertiria en el partit polític anomenat Eusko Alkartasuna (fundat en 1986).
A les eleccions municipals espanyoles de 1987 fou el candidat més votat a l'alcaldia de Sant Sebastià amb el 24,49% dels vots i 7 regidors, encapçalant la llista d'Eusko Alkartasuna, escissió del PNB que es presentava per primera vegada a unes eleccions municipals. EA va aconseguir obtenir el suport suficient per nomenar alcalde Albistur, gràcies a un pacte de govern amb Euskadiko Ezkerra (EE), que tenia 4 regidors. Albistur va ser escollit alcalde i una coalició EA-EE en minoria va governar la ciutat durant els següents 4 anys (1987-1991). La bona conjuntura econòmic va permetre al govern d'Albistur posar nombrosos projectes en marxa, però la major part d'ells es van finalitzar en la legislatura següent (Museu Naval, Centre Cultural Koldo Mitxelena, Estadi d'Anoeta, etc..)
En les eleccions municipals espanyoles de 1991 va tornar a encapçalar la llista més votada amb EA, que va obtenir un 22,58% dels vots i 6 regidors, però la coalició amb Euskadiko Ezkerra (2), que havia obtingut 2 regidors no va ser suficient per donar-li l'alcaldia. Una coalició entre PSE-PSOE (5 edils), PP (5) i PNB (4), que eren la 3a.,2a. i 5a. llistes més votades del consistori, va desallotjar a Albistur de l'alcaldia en favor d'Odón Elorza (PSOE), que es convertiria en el primer alcalde socialista de la història de la ciutat, continuant en com a primer regidor fins a l'any 2011.
Albistur va aconseguir el suport del seu grup d'EA i EE, que van arribar a 8 vots però la candidatura socialista d'Elorza va aconseguir els vots favorables del seu grup socialista, dels populars i el PNB, en total un nombre de 14 vots a favor. HB amb 5 regidors, va votar en contra d'ambdues candidatures.
Posteriorment fou elegit diputat per Guipúscoa a les eleccions generals espanyoles de 1993 per la coalició EA-EuE, que es va trencar poc després pels mals resultats. El 1994 fou expulsat d'EA després d'entrevistar-se amb Xabier Arzalluz. Després d'esgotar la legislatura va retornar al PNB i amb aquest partit fou escollir senador a les eleccions generals espanyoles de 1996, 2000 i 2004. Actualment és president de l'Associació Lankide (ONG), associació basca per a la formació, la cooperació i el desenvolupament.